# オナガドリ

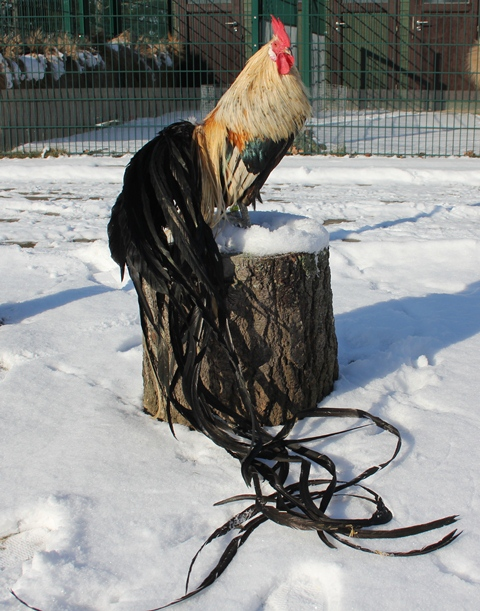
日本の基準では認められていない黄笹種のオナガドリ（オス）

土佐のオナガドリ（尾長鶏、長尾鶏、オナガドリ)とはニワトリの品種の一つである。長尾鶏（ちょうびけい）、長尾鶏（ながおどり）とも呼ばれる。オスの尾羽が極端に長くなるのが特徴で、そのためオナガドリと呼ばれる。高知県原産で、日本の特別天然記念物に指定されている。
特別天然記念物指定名は、『土佐のオナガドリ』。

## 歴史
オナガドリの始まりは、江戸時代に土佐藩主の山内家が、参勤交代の際に使う飛鳥という槍飾りに用いる長い鶏の尾を農民から集めたことにある。明暦（1655年～1657年）ごろの土佐国大篠村（現在の高知県南国市大篠）で、武市利右衛門がオナガドリの原種白藤種を作り出した。伝説では地鶏とキジや山鳥と交配して作ったとされているが、正確な記録は残されていない。
土佐には東天紅鶏やチャボを含めて鶏の美しさを競う文化があり、オナガドリもその一環として、昭和初期には高知県内全体で飼育数が500羽以上に増えた。雨戸の戸袋で飼って尾羽の抜けを防ぐ、ドジョウなど動物性蛋白質の餌を与えるといった、尾羽を伸ばすための工夫が凝らされた。
1923年（大正12年）に国の天然記念物に指定されたが、太平洋戦争が始まり、その数は9羽まで激減。1952年（昭和27年）には、国の特別天然記念物に指定された。

## 特徴
ニワトリは通常一年に一度羽が生え換わるが、オスのオナガドリは尾羽が生え換わらないため、尾が非常に長くなる。明治時代までは尾の長さは3m程度であったが大正時代に止箱（とめばこ）と呼ばれる縦長の飼育箱が開発され、尾が損傷しないように鳥の動きを抑制する飼育法が行われるようになり、尾がさらに長く成長するようになった。
尾は若いうちは一年に80cm～1m程度、成長するが加齢とともに尾の伸びる早さは鈍る。鶏が長生きした場合には尾の長さが10m以上に達することもあり、最も長いのは1974年に13mという記録がある。ギネスブック掲載の記録では、1974年7月20日に計測された10.6mが最長。現在では尾がそれほど長くならなくなり、93年には最長7m以上だったが、2013年3月時点の最長は3.6ｍで、大半が1m台となっている。これは近親交配の増加が影響しているとみられ、南国市ではDNA解析を基にした交配で、元の姿を取り戻す保護作戦を始めている。

## 内種
白藤種
当初は小国鶏から作られた。明治までは五色と呼ばれる小国鶏の鶏であった。のちに野村金蔵が白色に改良し現在のものになった。
白色種
小国鶏からの突然変異と伝わるが、白色レグホーンらしき鶏に白藤種を交配させたともいわれる。ただし、白色レグホーンとの交配では長尾性の鶏を生み出すのは困難であるため白藤種を改良したともいわれる。
褐色種
明治時代に入り土佐山田町の篠原兼三によって、白藤種と東天紅鶏を交配して作られたとされる。戦時中この種は絶滅し、東天紅の雄と白藤種の雌を交配して再現された。
猩々種
猩々地鶏(三重地鶏、伊勢地鶏とも言う)と尾長鶏の交配で作出された。現在はほぼ見られなくなった。
その他
日本の保存会、保護団体では認められていないが、黒種、五色種、黄笹種等の色も存在する。

## ヨコハマ（鶏）について
明治時代に横浜港から輸出されたオナガドリは「ヨコハマ」として世界的に定着している、などとそれらしく語られることがあるが誤解である。少なくとも現在のヨコハマはミノヒキドリ（蓑曳鶏）とオナガドリを祖先に持つニワトリの一種で、見た目からしてオナガドリとはずいぶんと違う上に、尾羽も生え変わる。ただ注意が必要なのは例外的にイギリスではヨコハマというとオナガドリにかなり近いニワトリのことを指す場合が多い。
1860年代、あるいは70年代にジラド（Girad）という名のフランス人宣教師が最初にヨコハマをヨーロッパに持ち込んだとされているが、このヨコハマがオナガドリだったのかミノヒキドリだったのかははっきりしない。日本で定着する前に絶滅しただけで、そもそもヨコハマはヨーロッパに来る以前からヨコハマだったとされることもある。または日本から来た尾羽が立派な種を全てヨコハマとして扱っていて、あるいは取り違えて交雑が起こったとも考えられている。
実際にイギリスでははっきりと日本から来た尾羽の長い種を全てヨコハマとしている。そのうえ尾羽の生え変わらない特徴を残すことに成功したために、イギリスのヨコハマの見た目はかなりオナガドリに近い。しかしイギリスのヨコハマもやはりオナガドリとは別種で東天紅鶏、黒かしわ、蓑曳鶏、小国鶏、尾長鶏の交雑種であることが確認されている。そのため色やトサカの形にバリエーションが多く、種としては不安定である。

## 施設
- 長尾鶏センター - 南国市篠原